# Леше (Превалє)
Леше (словен. Leše) — поселення в общині Превалє, Регіон Корошка, Словенія. Висота над рівнем моря: 531,9 м.